# Kuroda bushi
Pour les articles homonymes, voir Kuroda.
 (novembre 2017).
Si vous disposez d'ouvrages ou d'articles de référence ou si vous connaissez des sites web de qualité traitant du thème abordé ici, merci de compléter l'article en donnant les références utiles à sa vérifiabilité et en les liant à la section « Notes et références ».
Kuroda bushi (黒田節) est une chanson folklorique de la ville de Fukuoka dans la préfecture de Fukuoka au Japon. Cet air est communément chanté dans les Nomikai (飲み会, « Banquet, fête ») ou au Karaoke.    

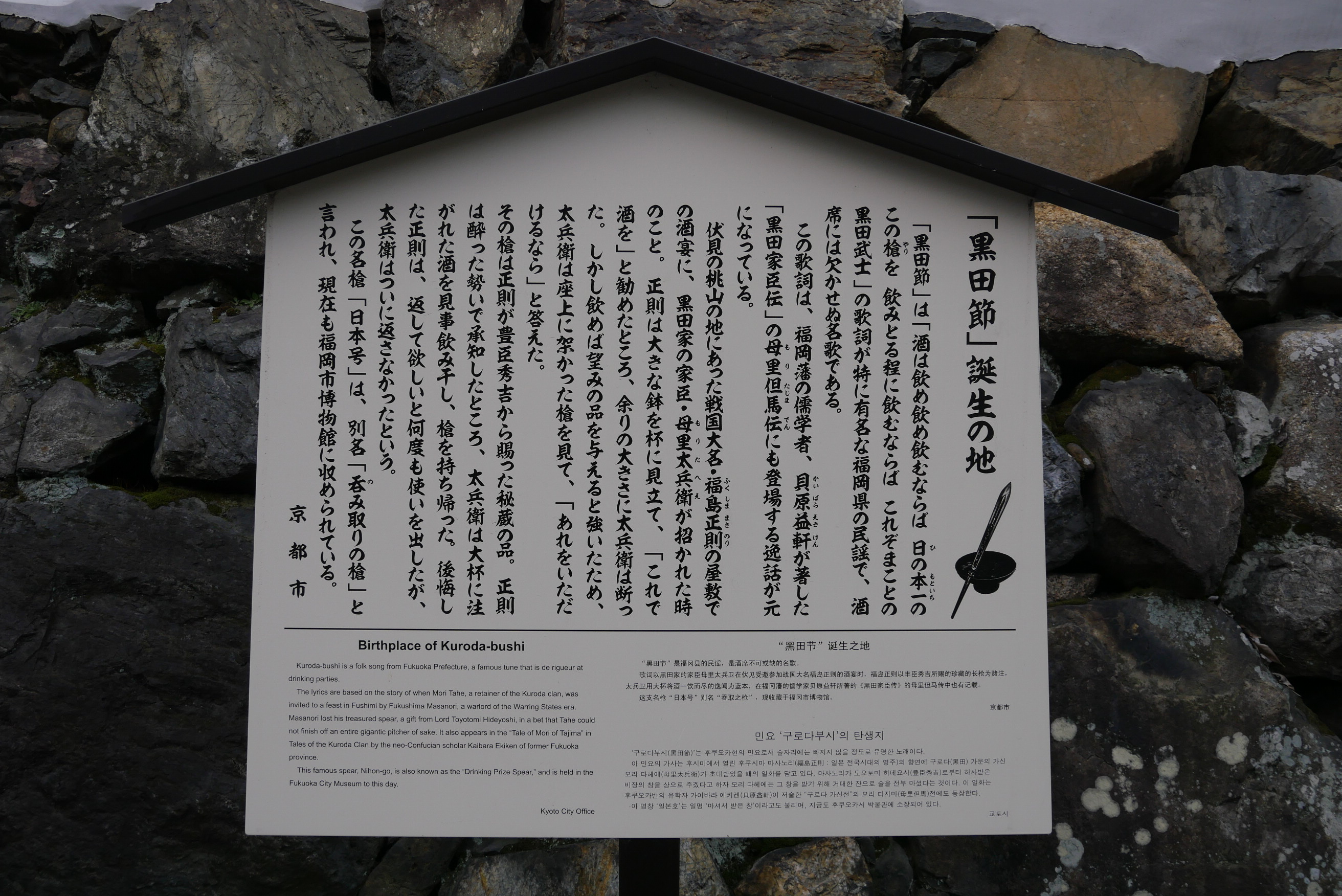
Panneau commémorant le lieu naissance des paroles de Kuroda Bushi au temple Goko-gu (御香宮) à Kyoto.

## Histoire
Le Chikuzen Imayou (筑前今様) est un genre vocal abord chanté par les Bushi du domaine de Fukuoka (福岡藩, Fukuoka han) à l'époque Edo. Il s'est ensuite répandu dans tout le Japon en s'inspirant des musiques impériales du Gagaku et principalement du répertoire Etenraku (越天楽). 
Un jour, le Bushi Kuroda Nagamasa demanda au vassal Mori Tomonobu de rendre visite à Fushima Masanori qui était alcoolique. Mori étant aussi un gros buveur, Kuroda lui interdit de boire, même si Fukushima lui proposait un verre, par peur qu'il fasse des bêtises sous l'emprise de l'alcool. Cependant, en arrivant à bon port, Fukushima était déjà saoul comme à son habitude et, heureux d'accueillir un bon camarade de comptoir, proposa un verre à Mori. Face au refus catégorique de celui-ci, Fukushima s'obstina à le faire boire (L'homme de Kuroda ne boit-il même pas ce petit verre ? 黒田の者は、これしきの酒も飲めぬのか), en lui proposant d'avaler une marmite de sake (Si tu bois ça cul-sec, je te donne n'importe quelle récompense. これを飲み干せば、何でも褒美を取らす). C'est alors que Mori, sûr de lui, avala admirablement toute la marmite jusqu'à la dernière goutte et demanda à Fukushima comme récompense de recevoir la lance Nihon-Gô, qui appartient au  Shogun Toyotomi Hideyoshi et qui est un héritage important de la famille impériale. Le lendemain, Fukushima se rendit compte de l'énorme erreur et envoya immédiatement un vassal chez Mori pour récupérer la lance, mais celui-ci refusa et réussi des exploits militaires grâce au Nihon-Gô à la guerre d'imjin.